# .gal
".gal" é o domínio de primeiro nível para a língua e cultura galegas na internet. A proposta foi aprovada em junho de 2013 pela Corporação da Internet para Atribuição de Nomes e Números, sendo o domínio ativado em maio de 2014. O novo domínio é utilizado para sites em galego fundamentalmente, tal como está determinado nas normas da Corporação da Internet para Atribuição de Nomes e Números. No passado, alguns sites galegos utilizavam o domínio da Groenlândia, .gl. Em dezembro de 2017 atingiu os 4.300 domínios registados.

## O caso do domínio catalão
A aprovação do domínio catalão, o ".cat", em 2003 aumentou as aspirações do ".gal". Para conseguir esse domínio, foi fundamental a soma de todas as vontades da sociedade civil, empresarial e política catalã. Uma quantidade de associações culturais, empresariais e fundações, assim como pessoas de toda condição, somaram-se a tal projecto. Contou aliás com um importante apoio institucional, tendo mesmo sido apoiado pelo Estado espanhol, ao ser este consultado pela Corporação da Internet para Atribuição de Nomes e Números. Com esse precedente, as instituições públicas galegas (nomeadamente a Junta da Galiza, as Câmaras Municipais e as universidades) uniram-se com o apoio de diversas associações do âmbito da cultura galega para promover a sua criação.

## Asociación Puntogal
Puntogal  (de ".gal") é uma organização sem fins lucrativos cuja finalidade é a criação dum domínio de topo patrocinado específico para a cultura galega. Constituiu-se em 10 de junho de 2006 e está formada por várias instituições e associações galegas. Está presidida por Manuel González González, director do Instituto da Língua Galega e secretário da Real Academia Galega).
O domínio ".gal" pertenceria à comunidade galega num senso geral, em função do critério de ser uma comunidade com fortes ligações linguísticas, culturais, históricas e sociais, independente de critério geográfico.
A proposta "puntogal" não está relacionada com a proposta dum domínio geográfico de duas letras (.gz, por exemplo), domínios para os que é necessário ser um estado reconhecido pela Organização das Nações Unidas ou alguma das suas agências.

## Reconhecimentos
Em 16 de novembro de 2007, foi-lhe entregado o Prémio Xoán Manuel Pintos concedido pela Câmara Municipal de Pontevedra e a Rede de Entidades Amigas da Língua (REAL).